# Jeruzalémský filmový festival
Jeruzalémský filmový festival (hebrejsky: פסטיבל הקולנוע ירושלים) je mezinárodní filmový festival, který je každoročně pořádán v Jeruzalémě v Izraeli. Založen byl 17. května 1984 izraelskou filmovou průkopnicí Liou van Leerovou. Na festivalu jsou promítány celovečerní filmy a dokumenty z celého světa a udíleny ceny v řadě kategorií.

## Historie
Pro založení filmového festivalu v Izraeli se Lia van Leerová rozhodla po působení v porotě mezinárodního filmového festivalu v Cannes. Prvního ročníku se z herců zúčastnili například Jeanne Moreau, Lillian Gish, Warren Beatty či John Schlesinger.
V roce 1989 se van Leerové podařilo přesvědčit amerického filantropa Jacka Wolgina k založení soutěže pro nejlepší izraelské filmy, jenž by nesla jeho jméno. Vzniklá Wolginova cena se stala nejprestižnější filmovou cenou v Izraeli. V roce 2008 van Leerová ve věku 84 let odstoupila z pozice ředitelky festivalu, v níž ji nahradil Ilan de Vries.
V reakci na izraelský zásah na konvoji do Pásma Gazy svou účast na festivalu v roce 2010 odmítli herci Dustin Hoffman a Meg Ryanová.